# 1710 en arts plastiques
| Années des arts plastiques : 1707 - 1708 - 1709 - 1710 - 1711 - 1712 - 1713    |
| Décennies des arts plastiques : 1680 - 1690 - 1700 - 1710 - 1720 - 1730 - 1740 |

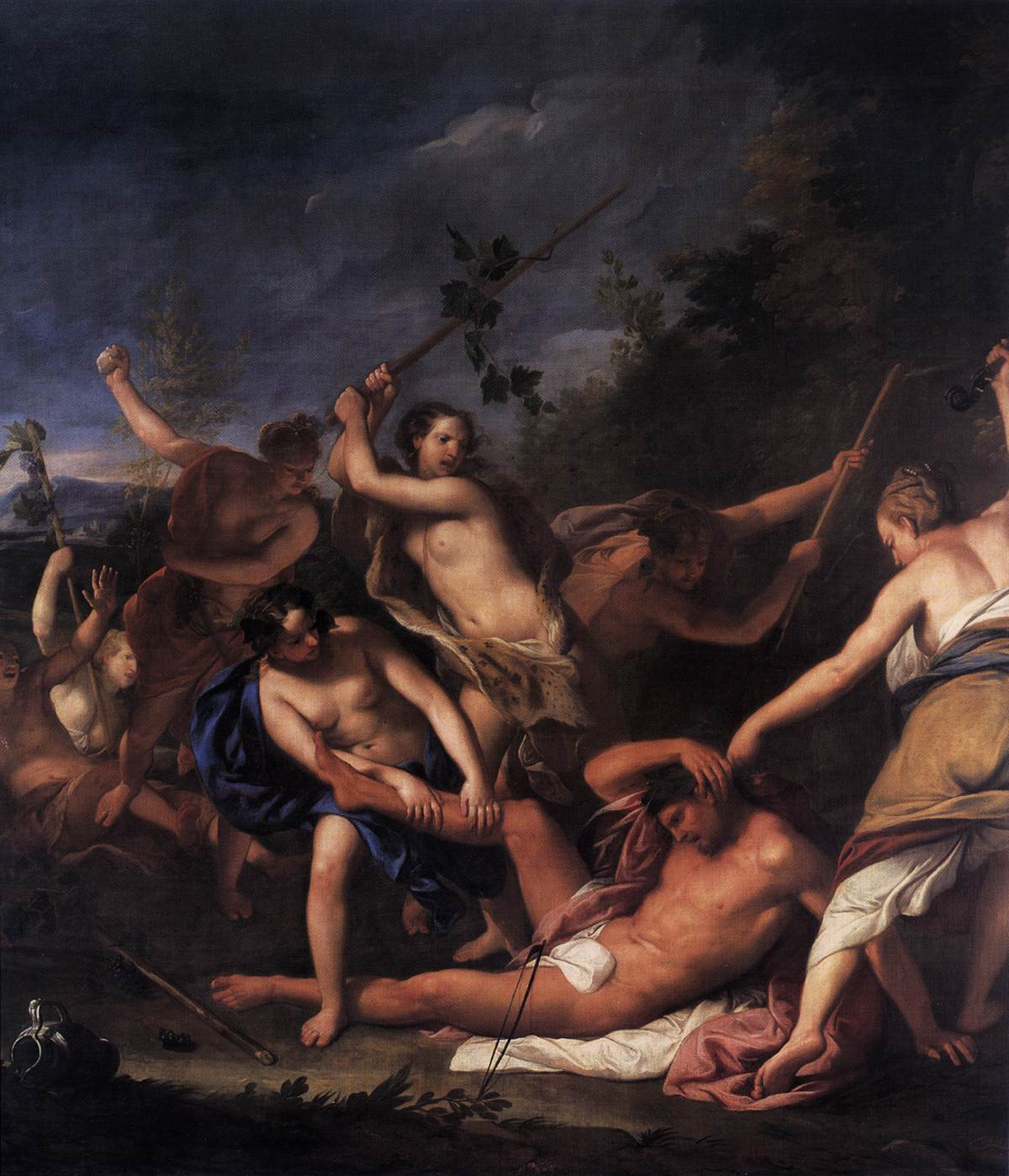
Orphée et les bacchantes, de Gregorio Lazzarini (détail).

Cette page concerne l'année 1710 en arts plastiques.

## Naissances
- 28 janvier : Jean-Martial Frédou, peintre français († 26 février 1795),
- 10 février : Pierre-Louis Surugue, graveur français († 29 avril 1772),
- 21 avril : Francesco Foschi, peintre italien († 21 février 1780),
- 17 juin : Jean-Baptiste Despax, peintre français († 1773),
- 19 novembre : Giovanni Andrea Lazzarini, architecte, écrivain et peintre baroque et rococo italien († 7 septembre 1801),
- 1er décembre : Michele Marieschi, peintre et graveur vénitien († 18 décembre 1743),
- ? : Jean Valade, peintre et pastelliste français († 12 décembre 1787).
- ? : Tsukioka Settei († 1787), artiste ukiyo-e japonais.

## Décès
- 30 janvier : Madeleine Boullogne, peintre française (° 24 juillet 1646),
- 20 septembre : Margherita Caffi, peintre baroque italienne, spécialisée dans la peinture de natures mortes, de fleurs et de fruits (° 1648),

- ? :
  - Germain Audran, graveur français (° 1631),
  - Gian Antonio Fumiani, peintre baroque italien (° 1645),
  - Jacob Leyssens, peintre et décorateur flamand de l'époque baroque (° 1661),
  - Andrea Scacciati, peintre baroque italien  (° 1642).